# فوت‌جاب
فوت‌جاب (به انگلیسی: Footjob) یا پاکام‌دهی، گونه‌ای آمیزش جنسی بدون دخول در انسان است که توسط پا برای برانگیختگی جنسی، تحریک و رسیدن به اوج لذت انجام می‌شود. 
در برخی موارد، این عمل را می‌توان بخشی از فتیش پا در نظر گرفت. فوت‌جاب به‌طور معمول برای مردان و توسط یک شریک (مذکر یا مؤنث) صورت می‌گیرد، به این صورت که آلت مردانه بین کف پاهای زن قرار گرفته و زن شروع به مالیدن آلت تا رسیدن به اوج لذت می‌کند.
فوت‌جاب همچنین به عمل استفادهٔ پا یا انگشتان فرد برای تحریک پستان‌ها یا فرج شریک زن به کار برده می‌شود.